# میک گوتمن
میک گوتمن (انگلیسی: Mike Gutmann؛ زادهٔ ۲۸ آوریل ۱۹۶۲) دوچرخه‌سوار اهل سوئیس است.